# 유에
유에(일본어: 月, ユエ)는 《카드캡터 사쿠라》의 등장인물이며 크로우 카드의 수호자 중 하나이자 '심판자'이다.

## 소개
키노모토 사쿠라(번안: 유체리)는 대지의 카드인 '얼디'를 마지막으로 봉인하고 드디어  《크로우 카드》를 전부 모으는 순간, 마력이 부족한 상태에서는 진짜 모습으로 돌아갈 수가 없어 그동안은 다른 모습으로 위장을 하고 있었던 '크로우 카드'의 또 다른 수호자 '유에'가 나타난다. 유에는 유키토(번안: 오청명)의 진정한 모습이다.
보라빛이 도는 은색 눈과 무표정한 얼굴을 하고 있으며, 보름달에는 힘이 강해진다. '선별관' 케르베로스가 크로우 카드의 후보자를 선택하고 '심판자' 유에가 크로우 카드의 후보자에게 최후의 심판을 거행하는데, 만약 후보자가 유에한테 패하면 '크로우 카드' 그리고 '크로우 카드와 관계된 모든 사람'은 가장 사랑하는 사람의 기억이 지워지는 재앙이 일어난다.
까칠하고 고집스러운 성격으로 크로우 리드가 아닌 누구도 인정 하고 싶지 않았기 때문에 처음엔 새로운 주인을 거부하지만, 후에 사쿠라를 진정한 주인으로 인정하며 소중하게 생각한다. 평소에는 유키토의 모습으로 있으며, 유키토의 기억이 있기 때문에 그의 마음을 잘 이해하고 있다.
하지만, 유키토는 유에의 모습일 때의 기억은 하지 못한다. 리 샤오랑(번안: 이소랑)과 사쿠라가 유키토에게 이끌리기도 했는데, 그것은 유에가 가진 달의 힘 때문이다. 태양의 빛을 받아 빛나는 달의 특성으로 스스로 마력을 만들어 낼 수 없기 때문에 타인의 마력을 받아야 존재를 유지할 수 있다. 아직 새로운 주인 사쿠라가 마력이 충분하지 않았을 때 마력이 약해 사라질 뻔했지만, 토우야(번안: 유도진)의 마력을 넘겨받아 회복할 수 있었다.
클리어 카드 편에서는 케르베로스와 영상 통신기를 이용해 《클리어 카드》와 관련 된 이야기를 주고 받는다. 애니메이션 제13화에서 유에는 토우야에게 조금씩 새로운 힘이 생기고 있는걸 눈치채기도 한다.